# Ultima Spiaggia (casa discografica)
Ultima Spiaggia è stata una casa discografica italiana attiva dal 1974 al 1979.

## Storia
L'Ultima Spiaggia fu fondata nel 1974 da Ricky Gianco e Nanni Ricordi, già dirigente della Dischi Ricordi dal 1959 al 1962, e poi della RCA Italiana.
La Ultima Spiaggia stipulò un contratto di distribuzione con la RCA, e mise sotto contratto alcuni importanti cantautori, tra cui Enzo Jannacci, Ivan Cattaneo, Claudio Lolli, David Riondino, Massimo Boldi e Gianfranco Manfredi.
Fu attiva fino al 1979, quando chiuse per fallimento.

## Dischi
La datazione qui riportata si basa sull'etichetta del disco o sulla copertina; qualora nessuno di questi elementi abbia una datazione, è basata sulla numerazione del catalogo; talora è, infine, basata sul codice della matrice di stampa. Se esistenti, sono riportati, oltre all'anno, il mese e il giorno (quest'ultimo dato si trova, a volte, stampato sul vinile).
La catalogazione cambiò nel settembre 1976: gli album da ZLUS divennero ZPLS, e i 45 giri da ZUS a ZBS; la numerazione nello stesso periodo divenne omologa a quella della casa madre, la RCA Italiana.

### 33 giri
| Numero di catalogo | Anno          | Interprete                                               | Titoli                                   |
| ------------------ | ------------- | -------------------------------------------------------- | ---------------------------------------- |
| ZLUS 55180         | Marzo 1975    | Enzo Jannacci                                            | Quelli che...                            |
| ZLUS 55181         | 1975          | Ricky Gianco, Gianfranco Manfredi, Ninni Carucci e altri | Disco dell'angoscia(Contiene Un Booklet) |
| ZLUS 55182         | 1975          | Ivan Cattaneo                                            | UOAEI                                    |
| ZLUS 55183         | 1975          | I.P.Son Group                                            | I.P.Son Group                            |
| ZLUS 55184         | 1975          | Ninni Carucci                                            | Da bambino mi hanno detto                |
| ZLUS 55185         | 1976          | Roberto Colombo                                          | Sfogatevi bestie                         |
| ZLUS 55186         | 1976          | Gianfranco Manfredi                                      | Ma non è una malattia                    |
| ZLUS 55187         | 1976          | Ricky Gianco                                             | Alla mia mam...                          |
| ZLUS 55188         | 1976          | Paola Pitagora                                           | Sputa fuori strega                       |
| ZLUS 55189         | Giugno 1976   | Enzo Jannacci                                            | O vivere o ridere                        |
| ZPLS 34003         | 1976          | Francesco Currà                                          | Rapsodia meccanica                       |
| ZPLS 34009         | 1977          | Gianfranco Manfredi                                      | Zombie di tutto il mondo unitevi         |
| ZPLS 34010         | 1977          | Ivan Cattaneo                                            | Primo, secondo e frutta (Ivan compreso)  |
| ZPLS 34011         | 1977          | Gramigna                                                 | Gran disordine sotto il cielo            |
| ZPLS 34012         | 1977          | Roberto Colombo                                          | Botte da orbi                            |
| ZPLS 34020         | 1977          | Claudio Lolli                                            | Disoccupate le strade dai sogni          |
| ZPLS 34027         | Ottobre 1977  | Enzo Jannacci                                            | Secondo te...che gusto c'è?              |
| ZPLS 34045         | 1978          | Gianfranco Manfredi                                      | Biberon                                  |
| ZPLS 34046         | 1978          | Ricky Gianco                                             | Arcimboldo                               |
| ZPLS 34061         | 1979          | David Riondino                                           | David Riondino                           |
| ZPLS 34069         | 1979          | Ivan Cattaneo                                            | Superivan                                |
| ZPLS 34075         | 6 luglio 1979 | Enzo Jannacci                                            | Foto ricordo                             |

### 45 giri
| Numero di catalogo | Anno         | Interprete                                    | Titoli                                                          |
| ------------------ | ------------ | --------------------------------------------- | --------------------------------------------------------------- |
| ZUS 50567          | Ottobre 1974 | Enzo Jannacci                                 | Vincenzina e la fabbrica/Vincenzina e la fabbrica (strumentale) |
| ZUS 50568          | Marzo 1975   | Enzo Jannacci                                 | El me indiriss/Quelli che...                                    |
| ZUS 50569          | 1975         | Ivan Cattaneo                                 | Darling/Pomodori da Marte                                       |
| ZUS 50570          | 1976         | Enzo Jannacci                                 | Rido/Tira a campà                                               |
| ZUS 50572          | 1976         | Gianfranco Manfredi                           | Ma non è una malattia/Puoi sentirmi?                            |
| ZUS 50573          | 1976         | Ricky Gianco                                  | Un amore/Mangia insieme a noi                                   |
| ZUS 50575          | 1976         | Enzo Jannacci                                 | Vivere/Per la moto non si dà                                    |
| ZBS 7006           | 1977         | Ricky Gianco                                  | Io voglio stare bene/A Nervi nel '92                            |
| ZBS 7018           | 1977         | Claudio Lolli                                 | Analfabetizzazione/I giornali di marzo                          |
| ZBS 7023           | 1977         | Gianfranco Manfredi                           | I modelli/Ultimo mohicano                                       |
| ZBS 7028           | 1977         | Ivan Cattaneo                                 | La segretaria ha colpito ancora/Maria Batman                    |
| ZBS 7031           | 1977         | Enzo Jannacci                                 | Secondo te...che gusto c'è?/Saxophone                           |
| ZBS 7042           | 1977         | Massimo Boldi                                 | Sei repellente Elisa/Mangiato le mele                           |
| ZBS 7068           | 1977         | Manfreud (Gianfranco Manfredi e Ricky Gianco) | Pensierini/Noi boa                                              |
| ZBS 7088           | 1978         | Ivan Cattaneo                                 | Tabù/Agitare prima dell'uso                                     |
| ZBS 7101           | 1978         | Gianfranco Manfredi                           | Biberon/Jungla libera                                           |
| ZBS 7102           | 1978         | Ricky Gianco                                  | Arcimboldo/Il fiume Po                                          |
| ZBS 7131           | 1978         | Ivan Cattaneo                                 | Boys & boys/Su                                                  |
| ZBS 7132           | 1979         | David Riondino                                | Ci Ho Un Rapporto/Lo Gnegno                                     |
| ZBS 7155           | 1979         | Enzo Jannacci                                 | Io e te/Bartali                                                 |